# Euphorbia altissima
Euphorbia altissima är en törelväxtart som beskrevs av Pierre Edmond Boissier. Euphorbia altissima ingår i släktet törlar, och familjen törelväxter.

## Underarter
Arten delas in i följande underarter:
- E. a. altissima
- E. a. glabrescens